# ONEW THE LIVE : PERCENT
《2025 ONEW CONCERT [ONEW THE LIVE : PERCENT]》는 대한민국의 음악 그룹 샤이니의 멤버 온유의 세 번째 콘서트 투어이다.

## 개요
2025년 6월 16일, 소속사 그리핀 엔터테인먼트는 각종 SNS를 통해 온유의 2번째 정규 앨범 발표 공식화와 동시에 세번째 아시아 투어 일정을 발표했고 11일 뒤인 27일에는, 한·일 공연의 상세 예매 일정 및 포스터가 공개되었다. 뒤이어 7월 3일, 7일에 멜론티켓을 통해 팬클럽 선행 예매와 일반 예매가 개시되었다.
12회에 걸친 월드 투어를 통해 6만여명의 누적 관객을 기록할 예정이다.

## 투어 일정
| 일정             | 도시       | 국가     | 장소                 | 관객 동원     |
| 아시아           | 아시아     | 아시아   | 아시아               | 아시아        |
| ---------------- | ---------- | -------- | -------------------- | ------------- |
| 2025년 8월 2일   | 서울       | 대한민국 | SK올림픽핸드볼경기장 | 통산 10,000명 |
| 2025년 8월 3일   | 서울       | 대한민국 | SK올림픽핸드볼경기장 | 통산 10,000명 |
| 2025년 8월 16일  | 홍콩       | 홍콩     | 키티 우 스타디움     | 800명         |
| 2025년 9월 13일  | 방콕       | 태국     | MCC 홀               | 2,000명       |
| 2025년 10월 3일  | 도쿄       | 일본     | 일본무도관           | 통산 30,000명 |
| 2025년 10월 4일  | 도쿄       | 일본     | 일본무도관           | 통산 30,000명 |
| 2025년 10월 5일  | 도쿄       | 일본     | 일본무도관           | 통산 30,000명 |
| 2025년 10월 18일 | 가오슝시   | 중화민국 | 가오슝 뮤직 센터     | 2,000명       |
| 남아메리카       |            |          |                      |               |
| 2025년 10월 30일 | 상파울로   | 브라질   | 테라 SP              | 4,000명       |
| 2025년 11월 1일  | 산티아고   | 칠레     | 에스타시온 마포초    | 3,000명       |
| 북아메리카       |            |          |                      |               |
| 2025년 11월 4일  | 멕시코시티 | 멕시코   | 오디토리오 BB        | 3,000명       |

## 세트 리스트
- Opening VCR -
- PERCENT (%)
- No Parachute
- 여우비 (Yeowoobi)
- Far Away

- Ment -
- Conversation
- 월화수목금토일 (All Day)
- 마에스트로 (Maestro)
- Paradise

- VCR #2 -
- Winner_Acoustic Ver.
- 또각또각 (Timepiece)
- 에필로그 (Epilogue)

- VCR #3 -
- Silky
- Sunshine
- 매력 (Beat Drum)

- Ment -
- Expectations
- Caffeine
- ANIMALS

- Encore VCR -
- 오래 OKㅋ (Oreo Cake)
- 만세 (Yay)

- Ment + Band Introduction -
- Happy Birthday

## 제작
- 주최 : 그리핀 엔터테인먼트
- 주관 : (주)노머스